# Coscinocera
Coscinocera (лат.) — род крупных бабочек из семейства павлиноглазки (Saturniidae). Обитают на территории Новой Гвинеи и Австралии.

## Виды
- Coscinocera anteus Bouvier, 1927
- Coscinocera hercules (Miskin, 1876) — Павлиноглазка геркулес, или косциноцера геркулес
- Coscinocera omphale Butler, 1879
- Coscinocera rothschildi Le Moult, 1933